# Sclaters spechtpapegaai
Sclaters spechtpapegaai (Micropsitta pusio) is een soort uit het geslacht van de spechtpapegaaien (Micropsitta) en de familie van de Psittaculidae (papegaaien van de Oude Wereld). Het is een endemische vogelsoort van Nieuw-Guinea. De Nederlandse naam verwijst naar de Engelse ornitholoog Philip Lutley Sclater, die deze vogel in 1866 geldig heeft beschreven.

## Beschrijving
De Sclaters spechtpapegaai is 8,3 cm lang. Het is een wat onopvallende, voornamelijk groene spechtpapegaai. Mannetjes zijn okerkleurig rond het oog en voor op de kop (het "gezicht") met blauw boven op de kop. Vrouwtjes zijn doffer gekleurd en onvolwassen vogels missen het oker en het blauw en zijn bleekgeel tot groen op de borst en buik en lijken sterk op de Bruijns spechtpapegaai. De vogel komt vaak voor in kleine groepjes.

## Voorkomen en leefgebied
Het is een algemeen voorkomende vogel in het oosten en midden van Nieuw-Guinea. Het verspreidingsgebied reikt tot de westkust van de Geelvinkbaai en in het zuiden tot de Puraririvier, verder op de eilanden Misima, Fergusson en Tagula.
De soort telt vier ondersoorten:
- M. p. beccarii: noordelijk en noordoostelijk Nieuw-Guinea en de eilanden nabij de noordkust.
- M. p. pusio: zuidoostelijk Nieuw-Guinea en de Bismarck-archipel.
- M. p. harterti: Fergusson in de D'Entrecasteaux-eilanden.
- M. p. stresemanni: Misima en Tagula in de Louisiaden.

De Sclaters spechtpapegaai komt voor in tropisch regenbos en aan bosranden op een hoogte van 0 tot 500 m boven de zeespiegel, soms hoger, maar zelden boven de 800 m.

## Status
De totale populatie is niet gekwantificeerd maar door de grootte van het verspreidingsgebied wordt de vogel als niet bedreigd beschouwd.